# شهرستان کیتمانوفسکی
شهرستان کیتمانوفسکی (به لاتین: Kytmanovsky District) یک شهرستان در روسیه است که در سرزمین آلتای واقع شده‌است.